# Teresa Kubas-Hul
Teresa Krystyna Kubas-Hul (ur. 9 lipca 1963 w Stykowie) – polska polityk, ekonomistka i samorządowiec, w latach 2010–2013 przewodnicząca sejmiku podkarpackiego, od 2023 wojewoda podkarpacki.

## Życiorys
Ukończyła studia ekonomiczne w rzeszowskiej filii Uniwersytetu Marii Curie-Skłodowskiej w Lublinie. Była zatrudniona w spółdzielni mieszkaniowej w Rzeszowie, a w latach 1995–2008 w Rzeszowskiej Agencji Rozwoju Regionalnego (m.in. jako pełnomocnik zarządu ds. współpracy z samorządami oraz dyrektor ds. współpracy i innowacji). Jednocześnie od 2000 do 2002 była wicedyrektorem podkarpackiego oddziału Agencji Restrukturyzacji i Modernizacji Rolnictwa. Była członkinią zarządu wojewódzkiego Polskiego Komitetu Pomocy Społecznej oraz zarządu Fundacji Programów Pomocowych dla Rolnictwa FAPA. Zajmuje się zarządzaniem programami pomocowymi Unii Europejskiej, w 2008 objęła stanowisko doradcy wojewody podkarpackiego ds. funduszy unijnych.
W wyborach w 2006 uzyskała mandat radnej sejmiku podkarpackiego z listy Platformy Obywatelskiej, została wiceprzewodniczącą sejmiku III kadencji. W 2010 ponownie wybrana na radną, następnie objęła funkcję przewodniczącej sejmiku IV kadencji, którą pełniła do 2013. W tym samym roku została wiceprezesem zarządu Polskiej Agencji Rozwoju Przedsiębiorczości. Została również wykładowczynią Wyższej Szkoły Prawa i Administracji Rzeszów-Przemyśl (przemianowanej w WSPiA Rzeszowska Szkoła Wyższa), a później także pełnomocniczką rektora tej uczelni ds. pozyskiwania funduszy zewnętrznych.
W 2014 z powodzeniem ubiegała się o reelekcję w kolejnych wyborach do sejmiku. Została przewodniczącą klubu PO. W 2018 nie kandydowała ponownie w wyborach. Bezskutecznie startowała do Sejmu w 2007, 2011, 2015 i 2019.
20 grudnia 2023 została powołana na urząd wojewody podkarpackiego. W 2024 bezskutecznie startowała z ramienia Koalicji Obywatelskiej w wyborach do Parlamentu Europejskiego z okręgu nr 9.

## Odznaczenia
W 2010 odznaczona Srebrnym Krzyżem Zasługi.